# Elastic Band
 (juillet 2018).
Elastic Band est un groupe de pop rock espagnol, originaire de Grenade. Formé par Pablo Román et María Sanchez, le groupe se caractérise par l'utilisation de la mandoline électrique et d'échantillonneurs. 
Le magazine Mondo Sonoro les considère « d'une certaine manière, Elastic Band un groupe rétro et bien plus contemporain que la plupart des groupes qui nous entourent en même temps. Avec une musique pour laquelle il est difficile de trouver un public immédiat, mais avec une certaine atmosphère sixties, de par l'utilisation d'échantillonneurs ou d'une mandoline connectée à un synthé des années '70 ainsi que des guitares folk, tous unis dans un collage sonore qui se cristallisait déjà son premier album. »

## Biographie
Elastic Band est formé en 2007 par Pablo Román et Daniel Díaz, le point de départ étant le manque de préjugés et de l'innovation, mêlant mandoline synthétisée, échantillonneur, banjo et guitare acoustique. Sept morceaux intègrent une première démo, When the Feeling is Gone, qui remporte les Demoscópicas de Mondo Sonoro en janvier la même année. En concert, le groupe fait principalement usage de la mandoline de Pablo Román, et d'une intensité en priorité. Quelques mois plus tard, le concert du groupe reçoit le prix national Lagarto Rock.
L'enregistrement de Boogie Beach Days, le premier album studio d'Elastic Band, prend une année entière. Le producteur Mike Pelanconi (Lily Allen, Graham Coxon, Gregory Isaacs) réalise le mastering à Londres. Avant d'être publié, la chanson A Little Bit of Lovin´ sonne déjà dans le programme Como lo oyes sur Radio 3. En 2009, la présentation de l'album commence avec la tournée Artistas en ruta, le groupe ayant été sélectionné par la AIE. Aussi, ils sont invités à participer au festival américain SXSW. Après le concert diffusé dans le programme Buenafuente, ils organisent une soirée de concert à Madrid, en collaboration avec MySpace, suivie par une tournée nationale.
En juillet 2009, Boogie Beach Days est nommé pour le prix du « meilleur album pop de l'Unión Fonográfica Independiente ». Pour sa part, la presse spécialisée souligne son « expérimentation et [son] fun », son style musical « authentique et frais », sa « pop rapide et iconoclaste » et sa « liaison entre cérébral et nerveux, entre l'électricité et la terre ». En 2010, Daniel Díaz décide de quitter le groupe et est remplacé par María Sanchez.
En novembre 2011, ils publient leur deuxième album studio, M oo D, masterisé par Joe Lambert (Deerhunter, Moby, Animal Collective, The National), avec lequel ils se consolident en tant que groupe après une tournée qu'ils entreprennent à travers le pays, participant à divers festivals et en recevant de très bonnes critiques de la presse spécialisée.
Après une période d'inactivité, le 11 décembre 2017, une bande-annonce est publiée pour leur troisième album, intitulé Fun Fun Fun au label Everlasting Records. Quelques jours plus tard, le morceau Barry W, est exclusivement publié sur les réseaux sociaux, annonçant la publication de Fun Fun Fun pour le 16 mars 2018. 

## Discographie
- Boogie Beach Days[12]
- M oo D[8]
- Fun Fun Fun

## Distinctions
- 1er Premio Nacional par Lagarto Rock (2007)
- Artista ganador Demoscópicas, par Mondosonoro (2007)
- Gagnant du concours des groupes MySpace (2008)
- Meilleur album de pop 2009 au Premio de la Unión Fonográfica Independiente (UFI)[13]